# Col de Bussang
Der Col de Bussang (dt.: Büssingpass) ist ein 731 m hoher Pass in den Vogesen.
Der Pass liegt 8,4 km nordöstlich des Ballon d’Alsace zwischen den Gemeinden Bussang im Westen und Urbès im Osten. 200 Meter westlich der Passhöhe verläuft die Grenze zwischen Lothringen und dem Elsass. Über den Pass führt die Nationalstraße 66 (Europastraße 512 von Remiremont nach Mülhausen).
Der Pass wurde ursprünglich von einem Scheiteltunnel unterquert. Abziehende deutsche Soldaten sprengten den Tunnel gegen Ende des Zweiten Weltkriegs. Reste des Tunnels lassen sich noch auf dem Gelände eines Hotels sehen, das etwa 100 Meter östlich des Passes liegt. Von Ende des Deutsch-Französischen Kriegs 1870 bis zum Vertrag von Versailles 1919 befand sich auf dem Pass die Grenze zwischen dem Deutschen Reich und Frankreich mit Zollstationen zu beiden Seiten des Tunnels. Die Zollgebäude sind jedoch nicht mehr vorhanden.
In den 1930er-Jahren wurde als Verlängerung der Bahnstrecke Épinal-Bussang ein über acht Kilometer langer Basistunnel namens Tunnel de Bussang geplant, um diese mit der Bahnstrecke Lutterbach-Kruth zu verbinden. Nachdem der Vortrieb von vier Streckenkilometern bereits durchgeführt worden war, wurde das Projekt eingestellt. Während des Zweiten Weltkrieges stattete die deutsche Wehrmacht den Tunneleingang mit einem Bollwerk aus. Der bis dahin nur im Rohbau fertiggestellte Tunnelabschnitt  wurde in eine Rüstungsfabrik umfunktioniert, in der hauptsächlich Zwangsarbeiter des KZ Dachau und des KZ Natzweiler-Struthof arbeiten mussten.
An der Westseite des Passes entspringt die Mosel.

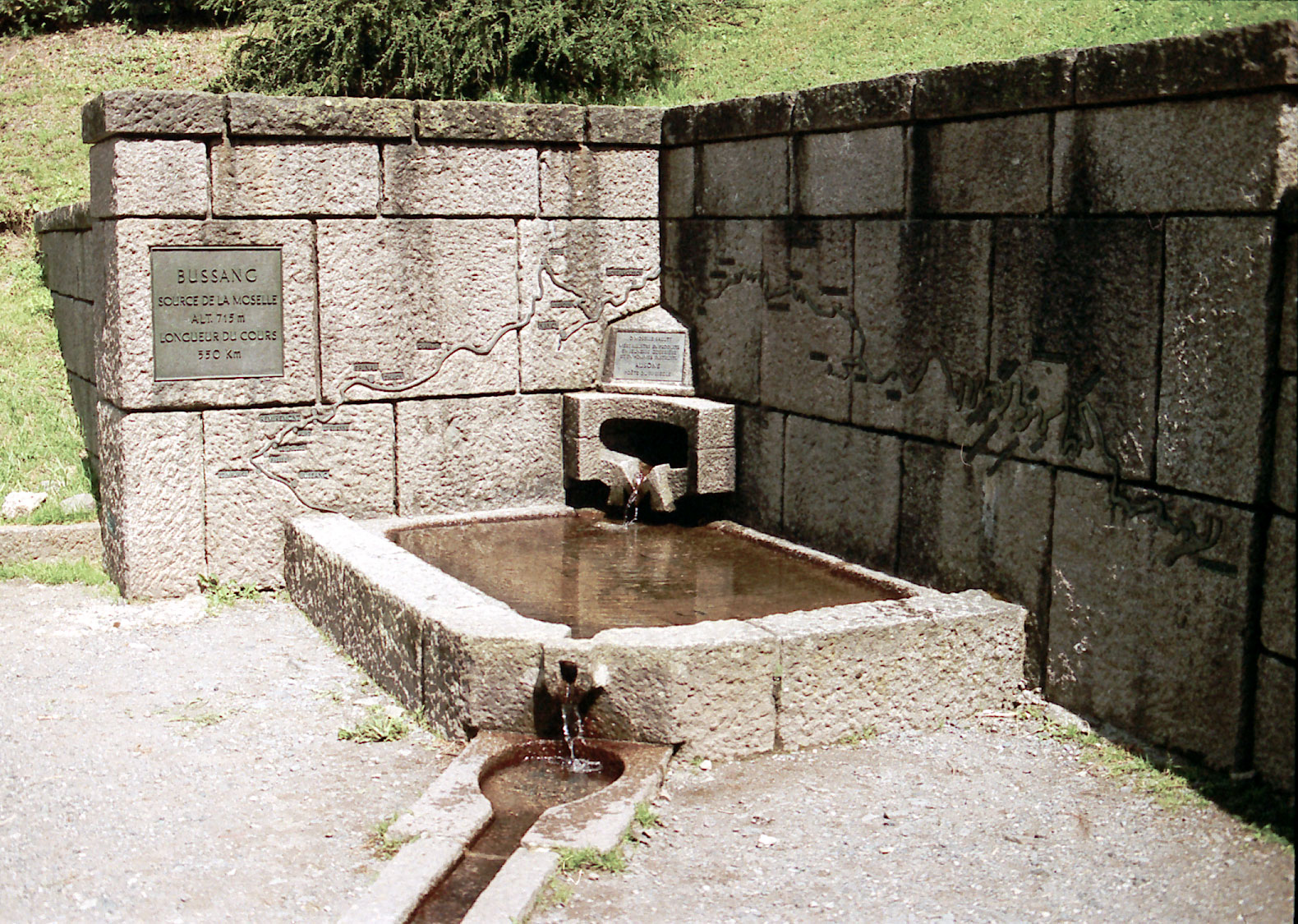
Moselquelle
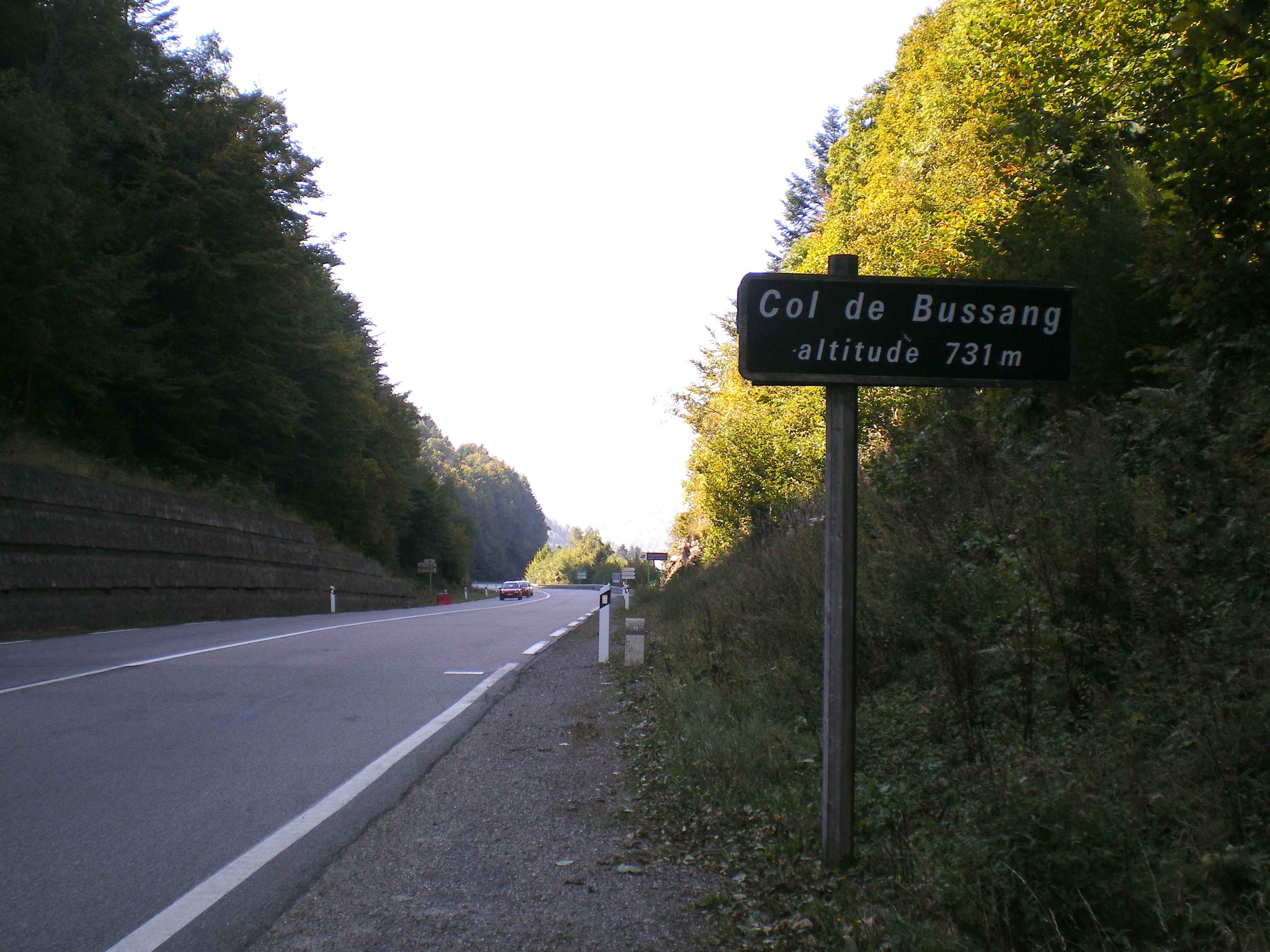
Passhöhe mit Hinweisschild